# Disa hallackii
Disa hallackii är en orkidéart som beskrevs av Robert Allen Rolfe. Disa hallackii ingår i släktet Disa och familjen orkidéer. Inga underarter finns listade i Catalogue of Life.